# Kanelbusk-familien
Kanelbusk-familien (Calycanthaceae) er en familie med 4 slægter og 11 arter, der er udbredt i det østlige Nordamerika, Østasien og det nordøstlige Australien. Det er løvfældende eller stedsegrønne træer og buske med modsatte, hele, stilkede blade, der har finnede bladribber og kirtelceller, men ingen akselblade. Blomsterne er endestillede og store med mange blosterblade. Frugterne er mere eller mindre nødagtige.
| Slægter |

- Idiospermum
- Kanelbusk (Calycanthus)
- Sinocalycanthus
- Vinterblomst-slægten (Chimonanthus)